# HQ-22
 (кин: 紅旗-22; извозна верзија: FK-3) јесте кинески противваздушни ракетни систем средњег и дугог домета. Развијен је на основу старијег кинеског система HQ-12 (KS-1). Намењен је уништавању и пресретању различитих претњи у ваздушном простору, као што су: крстареће ракете, авиони, тешки борбени хеликоптери, тактичке ракете ваздух-земља, беспилотне летелице итд.

## Развој
HQ-22 је настао даљим развијањем старијег ракетног система HQ-12. HQ-22 производи Jiangnan Space Industry, који представља део предузећа China Aerospace Science & Industry Corporation Limited (скраћено CASIC), највећег кинеског произвођача ракетне опреме.
Године 2014, представљена је варијанта овог ракетног система, са слабијим могућностима, позната под називом FK-3, која је намењена за извоз.
HQ-22 се први пут приказао јавности 2016. године, током одржавања манифестације Airshow China 2016.
Годину дана касније, комплекс је званично почела да употребљава и Народноослободилачка армија и убрзо је постао један од најважнијих карика кинеске противваздушне одбране.

## Опис и особине система
Ракете се могу лансирати са лансирног возила у кругу од 360 степени по азимуту, под сталним углом елевације од 60 степени, усмеравајући се брзином од 20 степени по секунди по азимуту. Једна батерија је у могућности да истовремено гађа шест различитих циљева.
HQ-22 се често упоређује с америчким и руским системима Патриот и С-300.

## Састав батерије
Састав батерије ФК-3, коју је приказала Војске Србије:
- Четири самоходна лансирна оруђа (СЛО)
- Командно возило
- Осматрачки радар ЈСГ-100
- Радар за навођење ракета Х-200
- Возила за транспорт и претовар ракета
- Возила за логистику
- Покретни агрегати
- Колиматорска станица

## Војска Србије
Србија је ФК-3, за потребе својих оружаних снага, наручила током 2019. године.
У априлу 2022. године, авиони ратног ваздухопловства кинеске армије, натоварени системима ФК-3, почели су да слећу у Београд.
На приказу способности "Штит-2022" који је Војска Србије организовала на војном аеродрому "Пуковник - пилот Миленко Павловић" у Батајници, званично је представљена једна батерија овог система. Министар одбране, Небојша Стефановић, неколико дана раније је изјавио да су за потребе ВС набављене укупно четири батерије.
Званичници су саопштили да су припадници ВС на вежбама у Кини успешно погађали нисколетеће и високолетеће мете на даљинама од 97 километара.

## Верзије
HQ-22
Верзија која се налази у служби Оружаних снага НР Кине (Народноослободилачке армије) — домет: 170 km.
FK-3
Оригинална извозна и јефтинија верзија — домет: 100 km.
HQ-22B
Надограђена верзија с побољшаном брзином и дометом — домет: 200 km. Од 2021. године, HQ-22B се већ почео користити у служби Народноослободилачке армије.
HQ-22C
Најновија верзија која је још увек у фази развоја и која ће имати још већу брзину и још даљи домет (од 250 km).

## Корисници
- Кина[11]
- Мјанмар[12]
- Србија[13]
- Тајланд[14]
- Туркменистан[12]